# Den svenske forfatning af 1772
Den svenske forfatning af 1772, også kaldet Den gustavianske forfatning er den grundlov (svensk: regjeringsform), som Gustav 3. af Sverige fremlagde og fik vedtaget af riksdagen den 21. august 1772 efter hans statskup to dage tidligere. Forfatningens vedtagelse skete efter, at flere af kongens politiske modstandere og medlemmer af riksrådet forudgående var blevet arresteret. Forfatningen af 1772 var gældende ret i Sverige frem til forfatningen af 1809 og i Finland helt frem til selvstændigheden i 1919.

## Baggrund: frihetstiden
Forfatningen afløste den såkaldte "frihetstiden", som havde fået sit navn, fordi den afløste den svenske enevælde i 1718. Forfatningen forsøgte at reformere den politiske ledelse i Sverige med håb om ro efter mange forudgående års partikampe. Gustav 3. fængslede partilederne og etablerede et nyt styre med udstrakt magt hos kongen på bekostning af riksrådet og stænderforsamlingen. Han indførte trykkefrihed og afskaffede tortur, og greb med fast hånd ind mod korruption i administrationen.

## Nogle vigtige bestemmelser
De vigtigste bestemmelser blandt de 57 paragraffer i forfatningen fra 1772 var:
- at religionen for den svenske konge, embedsværket og undersåtterne er evangelsk-lutherske tro (§ 1).
- at kongen skal styre efter svensk lov, ingen skal kunne miste liv eller ejendom uden ved retslig dom (§ 2).
- at tronfølgen skal være i henhold til forfatningerne fra 1743, 1604 og 1544 (§ 3).
- at antallet af medlemmer i riksrådet fastsættes til 17. Riksrådet har samme beslutningsmyndighed som riksdagen fra 1604, og som rådgiver for kongen, som har den endelige beslutningsmyndighed (§ 4).
- at kongen er statsoverhoved og skal beskyttet landets indbyggere og territorium (§ 5).
- at kongen har ret til at erklære krig, slutte fred samt at indgå militærallianser, men skal føre hemmelige rådslagninger med riksrådet i sådanne spørgsmål. Kongen må rette sig efter enstemmige beslutninger i riksrådet, men er meningerne her delte, kan kongen tage den beslutning, han selv finder rigtig (§ 6). Krigserklæringer kræver samtykke fra stænderne (§ 48).
- at opgaver og områder for medlemmerne af riksrådet bliver bestemt af kongen. Er der uenighed mellem kongen og riksrådet, bestemmer kongen (votum decisivum) (§ 8).
- at kongen har ret til at kunne benåde dømte (§ 9).
- at kongen udnævner embedsværket efter rådslagning med riksrådet. De laveste embeder og biskopperne vælges ud fra en forslagsliste bestående af tre personer. Ingen udlændinge kan udnævnes til statlig tjeneste i Sverige (§ 10).
- at alene kongen kan ophøje personer til adelstand (§ 11).
- at hofretten (hofrätt) er det højeste retsorgan og står under tilsyn af kongen. Rettens myndighed udvides (§ 15).
- at alle udenomretslige domstole er afskaffet(§ 16).
- at alle svenske stridskræfter må aflægge en troskabsed til kongen (§ 18). Kongen er øverstkommanderende (§ 19).
- at kongen har ret til at udnævne alle tjenestemænd i den statlige forvaltning (rikskansliet), især gælder dette svenske udsendinge ved udenlandske hoffer. Forvaltningens hovedstruktur blev bestemt ved forfatningen (§§ 20-32). Alle svenske prinser og fyrster skal have kongens samtykke ved indgåelse af ægteskab (§ 36).
- at ved kongens sygdom eller længere udenlandsophold kan en af riksrådets medlemmer efter kongens beslutning virke i kongens sted (§ 37).
- at stænderne må træde sammen efter kongens indkaldelse (§ 38). De skal ikke sidde samlet i mere end tre måneder (§ 46). De er forpligtede til at være loyale mod kongen (§ 39).
- at alle Sveriges tyske provinser er direkte underlagt kongen (§ 53).

## Forenings- og sikkerhetdsakten af 1789
Kongen magt blev yderligere udvidet i 1789 ved den såkaldte forenings- og sikkerhedsakt (förenings- och säkerhetsakten), som gav Gustav 3. en praktisk talt enevældig magt, og riksrådet blev fuldstændig overflødigt. Riksdagen havde ret til at vedtage love, men disse måtte sanktioneres af kongen, som havde absolut veto. Riksdagen havde dog en vis indflydelse i skattespørgsmål.
Den 19. maj 1789 oprettedes den øverste domstolen (Högsta Domstolen), og denne fik den magt, som riksrådet tidligere havde haft. På denne måde ønskede man at skabe en vis magtfordeling mellem lovgivende og udøvende magt.

## Forfatningens afløsning

### Sverige
Efter det katastrofale nederlag i Finske krig mod Rusland i 1809 så den svenske adel en mulighed for at tilbagevinde magt fra kongen. Gustav 4. Adolf af Sverige blev afsat og erstattet med sin barnløse onkel, som blev konge under navnet Karl 13. Han blev et lydigt redskab for riksdagen. Forfatningen af 1772 blev den 6. juni 1809 afløst af en ny forfatning, som var Sveriges grundlov frem til 1974.

### Finland
Efter nederlaget i Finske krig måtte Sverige i Freden i Fredrikshamn afstå Finland til Rusland. Storfyrstendømmet Finland beholdt den forfatning af 1772, hvor den russiske zar trådte ind i kongens sted i forfatningen. Finnerne anså unionen med Rusland som en personalunion, og det skabte det formelle grundlag for selvstændigheden fra Rusland i 1917, da zaren blev afsat og dermed også forsvandt som overhoved for Finland (og dermed bortfaldt i retslig henseende grundlaget for russisk overhøjhed over landet). Forfatningen eksisterede formelt frem til 17. juli 1919, da en ny grundlov for den nye finske republik blev vedtaget. Denne eksisterede frem til en ny grundlov trådte i kraft den 1. marts 2000.